# Konstruierbare Garbe
Eine konstruierbare Garbe ist im mathematischen Teilgebiet der Garbentheorie eine Garbe abelscher Gruppen über einem topologischen Raum, welcher sich als Vereinigung lokal abgeschlossener Teilmengen ausdrücken lässt, auf welchen die Einschränkung der Garbe jeweils lokal konstant ist.